# Robert Hill (acteur)
Pour les articles homonymes, voir Robert Hill et Hill.
Robert F. Hill, parfois crédité Bob Hill, est un réalisateur, scénariste, acteur et producteur canadien né le 14 avril 1886 à Port Rohen (Canada), et décédé le 18 mars 1966 à Los Angeles (États-Unis).

## Filmographie

### En tant que réalisateur
- 1916 : The Trail of the Wild Wolf
- 1916 : Cinders
- 1916 : The Doctor of the Afternoon Arm
- 1916 : Just Kitty
- 1916 : Claudia
- 1916 : The Unconventional Girl
- 1916 : The Rogue with a Heart
- 1916 : The Crystal's Warning
- 1916 : Temptation and the Man
- 1916 : Won by Valor
- 1916 : A Knight of the Night
- 1916 : The Highway of Fate
- 1916 : The Girl Who Didn't Tell
- 1916 : The Mantle of Deceit
- 1916 : Ashes
- 1916 : It Didn't Work Out Right
- 1917 : A Dangerous Double
- 1917 : The Seeds of Redemption
- 1919 : The Great Radium Mystery
- 1920 : The Flaming Disc
- 1921 : Old Dynamite
- 1921 : The Adventures of Tarzan
- 1921 : Brand of Courage
- 1921 : The Alarm
- 1922 : The Deputy's Double Cross
- 1922 : Captain Kidd's Finish
- 1922 : Fighting Back
- 1922 : The Trail of the Wolf
- 1922 : Désolation (Desperation)
- 1922 : The Adventures of Robinson Crusoe
- 1922 : The Big Ranger
- 1922 : The Radio King
- 1922 : Rustlers of the Redwoods
- 1923 : Around the World in Eighteen Days
- 1923 : The Social Buccaneer
- 1923 : The Phantom Fortune
- 1923 : Shadows of the North
- 1923 : Crooked Alley
- 1923 : His Mystery Girl
- 1924 : The Breathless Moment
- 1924 : Jack O'Clubs
- 1924 : Excitement
- 1924 : The Dangerous Blonde
- 1924 : Dark Stairways
- 1924 : Young Ideas (en)
- 1925 : Idaho
- 1925 : Wild West
- 1926 : The Bar-C Mystery (en)
- 1927 : The Return of the Riddle Rider
- 1927 : Blake of Scotland Yard
- 1928 : Haunted Island
- 1928 : A Million for Love
- 1928 : Life's Mockery
- 1929 : Silks and Saddles
- 1929 : Melody Lane
- 1931 : Les Héros des flammes (Heroes of the Flames)
- 1931 : Sundown Trail
- 1931 : Spell of the Circus
- 1932 : Love Bound
- 1932 : The Engineer's Daughter; or, Iron Minnie's Revenge
- 1932 : Come on Danger!
- 1932 : The Bride's Bereavement; or, The Snake in the Grass
- 1933 : The Cheyenne Kid
- 1933 : Tarzan l'intrépide (Tarzan the Fearless)
- 1933 : The Crimson Paradise
- 1934 : A Demon for Trouble
- 1934 : Inside Information
- 1934 : Outlaw's Highway
- 1934 : Frontier Days
- 1934 : Cowboy Holiday
- 1935 : Queen of the Jungle
- 1935 : Six Gun Justice
- 1935 : The Cyclone Ranger (en)
- 1935 : The Texas Rambler (en)
- 1935 : Vanishing Riders
- 1935 : Queen of the Jungle
- 1935 : Danger Trails
- 1935 : A Face in the Fog
- 1936 : Rio Grande Romance
- 1936 : La Taverne maudite (The Rogues' Tavern)
- 1936 : Too Much Beef
- 1936 : Prison Shadows
- 1936 : West of Nevada
- 1936 : Kelly of the Secret Service
- 1936 : The Idaho Kid
- 1936 : Men of the Plains
- 1936 : Shadow of Chinatown
- 1936 : Shadow of Chinatown
- 1936 : Rip Roarin' Buckaroo
- 1936 : Law and Lead
- 1936 : The Phantom of the Range
- 1936 : Silks and Saddles
- 1937 : Cheyenne Rides Again
- 1937 : The Roaming Cowboy
- 1937 : Taming the Wild
- 1937 : Blake of Scotland Yard (film) (en)
- 1937 : The Feud of the Trail
- 1937 : Mystery Range
- 1937 : Flying Fists
- 1937 : Million Dollar Racket
- 1937 : Two Minutes to Play
- 1938 : The Painted Trail (en)
- 1938 : Les Nouvelles Aventures de Flash Gordon (Flash Gordon's Trip to Mars)
- 1938 : Whirlwind Horseman
- 1938 : Man's Country
- 1938 : Mars Attacks the World
- 1938 : Wild Horse Canyon
- 1939 : Drifting Westward
- 1939 : Overland Mail (en)
- 1940 : East Side Kids
- 1941 : Wanderers of the West
- 1964 : Tarzan l'intrépide (Tarzan the Fearless) (TV)
- 1966 : Deadly Ray from Mars (TV)

### En tant que scénariste
- 1918 : Héritière d'un jour (Heiress for a Day) de John Francis Dillon
- 1918 : Nancy Comes Home
- 1918 : The Reckoning Day
- 1918 : Crown Jewels
- 1919 : Upstairs
- 1921 : The Adventures of Tarzan (en)
- 1923 : Crooked Alley (en)
- 1927 : Blazing Days (en)
- 1927 : Hands Off
- 1927 : Range Courage (en)
- 1927 : Blake of Scotland Yard (en)
- 1927 : La Volonté du mort (The Cat and the Canary)
- 1929 : Le Dernier Avertissement (The Last Warning) de Paul Leni
- 1929 : Melody Lane
- 1931 : Sundown Trail (en)
- 1931 : Trapped
- 1932 : The Black Ghost (en)
- 1932 : La Charge des tuniques bleues (The Last Frontier)
- 1934 : Frontier Days (en)
- 1934 : Cowboy Holiday (en)
- 1935 : Danger Trails
- 1936 : Too Much Beef (en)
- 1936 : West of Nevada (en)
- 1955 : La Maison sur la plage (Female on the beach)
- 1959 : Desert Desperadoes (en) (La Peccatrice del deserto)

### En tant qu'acteur
- 1915 : Li'l Nor'wester
- 1916 : The Little Fraud
- 1917 : The Raggedy Queen : Tom Brennon
- 1917 : The Girl by the Roadside : Rayban
- 1934 : A Demon for Trouble : Éleveur
- 1934 : Inside Information : Chef de la police Gallagher
- 1934 : Cowboy Holiday : Mr. Hopkins, le père de Ruth
- 1935 : Six Gun Justice : Bill Slade (le père de Jim)
- 1935 : Danger Trails : Le père
- 1936 : A Face in the Fog : Reporter
- 1936 : Shadow of Chinatown : Piéton [Ch. 14]
- 1936 : The Phantom of the Range : Commissaire-priseur Robert
- 1936 : Silks and Saddles : Garçon d'écurie
- 1937 : Cheyenne Rides Again : Ed Bartender
- 1937 : The Feud of the Trail : Association chef Watson
- 1937 : Mystery Range : Le chef
- 1937 : Flying Fists : Instructeur du camp de santé
- 1941 : Flying Wild : Mr. Woodward
- 1942 : Little Joe, the Wrangler : Mr. Hammond
- 1943 : After Midnight with Boston Blackie : Warden
- 1943 : Plus on est de fous (The More the Merrier) : Maître d'hôtel
- 1943 : Keep 'Em Slugging (en) de Christy Cabanne : Responsable du personnel, comme Bob Hill sur la feuille de distribution
- 1943 : Western Cyclone : Juge
- 1943 : Girls in Chains (en) : Docteur Orchard
- 1943 : Wolves of the Range (en) de Sam Newfield : Juge Brandon
- 1943 : Law of the Saddle : Tom
- 1943 : Ghosts on the Loose : Ministre au mariage
- 1943 : Blazing Frontier : Railroad Official John Trainor, agent des chemins de fer
- 1943 : Trail of Terror (en) d'Oliver Drake : Capitaine Curtis
- 1943 : Boss of Rawhide d'Elmer Clifton : Ranger Capitaine John Wyatt
- 1943 : Le Docteur de la mort (Calling Dr. Death) : Juge
- 1944 : Men on Her Mind : Rôle indéterminé
- 1944 : La Reine de Broadway (Cover Girl) de Charles Vidor : Maître d'hôtel
- 1944 : The Drifter : Banquier Thomas Barton
- 1944 : Fuzzy Settles Down : Soumissionnaire du journal
- 1944 : Block Busters : Docteur

### En tant que producteur
- 1937 : Sky Racket (en) de Sam Katzman